# Francesco Cirolini
Francesco Cirolini (* 17. November 1973 in Hall in Tirol) ist ein österreichischer Theater- und Filmschauspieler, sowie Kampf- und Fecht-Choreograph.

## Leben
Während seiner Schulzeit spielte Francesco Cirolini z. B. in Stücken wie Der kleine Muck oder als Mogli im Dschungelbuch. Nach abgeschlossener kaufmännischer Ausbildung erhielt er ein Engagement am Volkstheater Breinössl in Innsbruck für zwei Jahre.  
Nachdem er in Tirol bereits bekannt war, bewarb er sich an der staatlichen Schauspielschule Hamburg. 2007 wurde er Intendant vom Theater ohne Bühne. Das Stück „Gefangen am Sessellift“ wurde im Rahmen einer Tiroltournee in 20 Skigebieten aufgeführt.
Heute tritt er im Theater auf und ist in Filmen und im Fernsehen zu sehen.

## Theater
Nach seinem Studium und einer bestandenen Schauspielprüfung in Hamburg wurde er von Michael Bogdanov engagiert. Er spielte u. a. die Rolle des Happy Loman in „Tod eines Handlungsreisenden“, in dem Rockmusical von „Linie 1“ als Bambi und in „Sportstück“.
In der Stadt Haag war er an zwei Produktionen maßgeblich beteiligt.

## Filmografie (Auswahl)
- 2011: Pfarrer Braun (Fernsehserie, Folge: Ausgegeigt!)
- 2011: Eisland (Kurzfilm)
- 2006: Jump! (Fernsehfilm)
- 2004: IL GIOCO (Kurzfilm)
- 2004: SOKO Kitzbühel (Fernsehserie, Folge: Blattschuss)
- 2003: SOKO Kitzbühel (Fernsehserie)
- 2002: Weiss-Blaue Wintergeschichten (Fernsehserie)
- 2002: Tauerngold (Fernsehfilm)
- 2001: Die Rettungsflieger (Fernsehserie)
- 2001: Total abgefahren (Fernsehfilm)